# Manyeti
Manyeti is een bestuurslaag in het regentschap Subang van de provincie West-Java, Indonesië. Manyeti telt 4699 inwoners (volkstelling 2010).